# Gdynia
Gdynia ([ˈɡdɨɲa]ⓘ, en alemán: Gdingen, de 1939 a 1945: Gotenhafen, y antiguamente en español: Gedinia) es una ciudad en Polonia y una de las tres grandes ciudades portuarias del país. Situada en la costa suroeste del golfo de Dánzig, en el mar Báltico, forma parte de la conurbación conocida como Trójmiasto (Triciudad) junto con las ciudades de Sopot y Gdańsk.

## Historia
La primera mención de Gedinia se remonta a 1253, cuando se refirió a la localidad de Oksywie, ahora parte de Gedinia, en 1209. En 1380, el hombre más adinerado de la villa, Peter de Rusocin, regaló la iglesia a la Orden Cisterciense (la iglesia es la construcción eclesiástica más antigua de la costa polaca).
Debido a su localización, en la región de Pomerania, Gedinia estuvo habitada por el pueblo godo y posteriormente por los eslavos. La zona perteneció a Polonia desde el año 990 hasta alrededor de 1308. En 1309-1310, fue conquistada por la Orden Teutónica para más tarde pasar a formar parte de la República de las Dos Naciones, un nuevo estado surgido gracias a la unión polaco-lituana. La partición de Polonia en 1772 provocó que Gedinia fuera atribuida al Reino de Prusia y más tarde pasar a ser una ciudad del II Reich.
En 1870, el pueblo de Gedinia tenía unos 1200 habitantes. Era un lugar turístico conocido, con muchos hoteles, restaurantes y cafeterías. Tras el Tratado de Versalles en 1919 la ciudad, junto con otros pueblos de la Prusia Real y de Pomerania, fueron incorporadas a la Segunda República Polaca, mientras que Dánzig fue declarada ciudad libre y administrada por la Sociedad de Naciones.
Tras el final de la Primera Guerra Mundial (la ciudad pertenecía al Imperio Alemán), comenzó la construcción del puerto de Gedinia, que más tarde reemplazó el pequeño muelle de pescadores para convertirse en el puerto más importante del país. En el puerto se encuentra amarrado el ORP Błyskawica, un buque de guerra polaco que en la actualidad es un barco museo.
El 28 de marzo de 1945, Gotenhafen (el nombre alemán que había recibido la ciudad durante la invasión alemana a Polonia) fue capturada por el Ejército Rojo y la ciudad pasa a formar parte del Voivodato de Pomerania. También fue renombrada, y tomó el nombre de Gdynia (Gedinia) gracias al proceso de polonización.
En diciembre de 1970, las manifestaciones de los trabajadores en contra del comunismo que gobernaba por aquel entonces la República Popular de Polonia llevaron a que los trabajadores fueran tiroteados por la policía. Uno de ellos, un joven trabajador de dieciocho años al que Krzysztof Dowgiałło bautizó como Janek Wiśniewski, murió a manos de los policías. El cineasta y director polaco Andrzej Wajda lo retrató en la película Man of Iron.
Actualmente, Gdynia es un importante centro turístico, con multitud de atracciones y monumentos. En 2002, Gdynia ganó el Premio de Europa, una distinción otorgada anualmente por el Consejo de Europa, desde 1955, a aquellos municipios que hayan hecho notables esfuerzos para promover el ideal de la unidad europea. En 2009, se inauguraron las Sea Towers, el duodécimo rascacielos más alto de Polonia.

## Demografía
| Gráfica de evolución de Gdynia entre 1870 y 2020 |
|                                                  |

## Clima
| Parámetros climáticos promedio de Gdynia (1991-2020) | Parámetros climáticos promedio de Gdynia (1991-2020) | Parámetros climáticos promedio de Gdynia (1991-2020) | Parámetros climáticos promedio de Gdynia (1991-2020) | Parámetros climáticos promedio de Gdynia (1991-2020) | Parámetros climáticos promedio de Gdynia (1991-2020) | Parámetros climáticos promedio de Gdynia (1991-2020) | Parámetros climáticos promedio de Gdynia (1991-2020) | Parámetros climáticos promedio de Gdynia (1991-2020) | Parámetros climáticos promedio de Gdynia (1991-2020) | Parámetros climáticos promedio de Gdynia (1991-2020) | Parámetros climáticos promedio de Gdynia (1991-2020) | Parámetros climáticos promedio de Gdynia (1991-2020) | Parámetros climáticos promedio de Gdynia (1991-2020) |
| Mes                                                  | Ene.                                                 | Feb.                                                 | Mar.                                                 | Abr.                                                 | May.                                                 | Jun.                                                 | Jul.                                                 | Ago.                                                 | Sep.                                                 | Oct.                                                 | Nov.                                                 | Dic.                                                 | Anual                                                |
| ---------------------------------------------------- | ---------------------------------------------------- | ---------------------------------------------------- | ---------------------------------------------------- | ---------------------------------------------------- | ---------------------------------------------------- | ---------------------------------------------------- | ---------------------------------------------------- | ---------------------------------------------------- | ---------------------------------------------------- | ---------------------------------------------------- | ---------------------------------------------------- | ---------------------------------------------------- | ---------------------------------------------------- |
| Temp. máx. abs. (°C)                                 | 13.2                                                 | 17.7                                                 | 22.9                                                 | 28.9                                                 | 30.3                                                 | 33.2                                                 | 35.5                                                 | 33.4                                                 | 30.7                                                 | 26.9                                                 | 19.8                                                 | 13.7                                                 | 35.5                                                 |
| Temp. máx. media (°C)                                | 2.8                                                  | 3.1                                                  | 5.8                                                  | 10.3                                                 | 15.3                                                 | 18.7                                                 | 21.5                                                 | 21.6                                                 | 17.5                                                 | 12.5                                                 | 7.1                                                  | 3.8                                                  | 11.7                                                 |
| Temp. media (°C)                                     | 0.6                                                  | 0.9                                                  | 3.1                                                  | 7.1                                                  | 12.0                                                 | 15.7                                                 | 18.5                                                 | 18.5                                                 | 14.6                                                 | 9.7                                                  | 5.2                                                  | 2.0                                                  | 9                                                    |
| Temp. mín. media (°C)                                | -1.5                                                 | -1.3                                                 | 0.6                                                  | 4.2                                                  | 8.7                                                  | 12.5                                                 | 15.5                                                 | 15.4                                                 | 11.8                                                 | 7.3                                                  | 3.0                                                  | -0.4                                                 | 6.3                                                  |
| Temp. mín. abs. (°C)                                 | -19.7                                                | -23.8                                                | -13.8                                                | -4.9                                                 | -0.6                                                 | 3.8                                                  | 8.1                                                  | 7.0                                                  | 2.1                                                  | -3.6                                                 | -11.7                                                | -17.8                                                | -23.8                                                |
| Precipitación total (mm)                             | 32.1                                                 | 23.3                                                 | 30.3                                                 | 26.9                                                 | 55.7                                                 | 55.4                                                 | 66.4                                                 | 63.9                                                 | 61.5                                                 | 48.9                                                 | 41.8                                                 | 36.1                                                 | 542.3                                                |
| Nevadas (cm)                                         | 64.2                                                 | 79.5                                                 | 30.5                                                 | 0.6                                                  | 0                                                    | 0                                                    | 0                                                    | 0                                                    | 0                                                    | 0.2                                                  | 4.6                                                  | 58.2                                                 | 237.8                                                |
| Días de lluvias (≥ 1 mm)                             | 7.9                                                  | 7.0                                                  | 7.4                                                  | 5.9                                                  | 8.6                                                  | 9.2                                                  | 8.7                                                  | 8.9                                                  | 8.4                                                  | 9.6                                                  | 8.8                                                  | 9.3                                                  | 99.7                                                 |
| Humedad relativa (%)                                 | 83.3                                                 | 83.0                                                 | 80.0                                                 | 78.7                                                 | 77.4                                                 | 76.4                                                 | 78.4                                                 | 78.6                                                 | 80.1                                                 | 82.1                                                 | 85.5                                                 | 85.0                                                 | 80.7                                                 |
| Fuente: Promedios y totales mensuales                |                                                      |                                                      |                                                      |                                                      |                                                      |                                                      |                                                      |                                                      |                                                      |                                                      |                                                      |                                                      |                                                      |

## Deportes
El club de fútbol más conocido de la ciudad es el Arka Gdynia, que en la actualidad juega en la I Liga, la segunda división en el sistema de ligas de Polonia. Otro equipo de fútbol relevante es el SKS Bałtyk Gdynia, que juega en la III Liga y que es el equipo más antiguo de la ciudad.
También destaca los equipos de baloncesto masculino Asseco Prokom Gdynia y el KS Start Gdynia, ambos de la Polska Liga Koszykówki, la máxima categoría del país; y de baloncesto femenino el Lotos Gdynia, por donde ha pasado la conocida jugadora Tamika Catchings. Otros equipos de la ciudad son el Gdynia Seahawks de fútbol americano y el equipo de balonmano KS Łączpol Gdynia.

## Galería

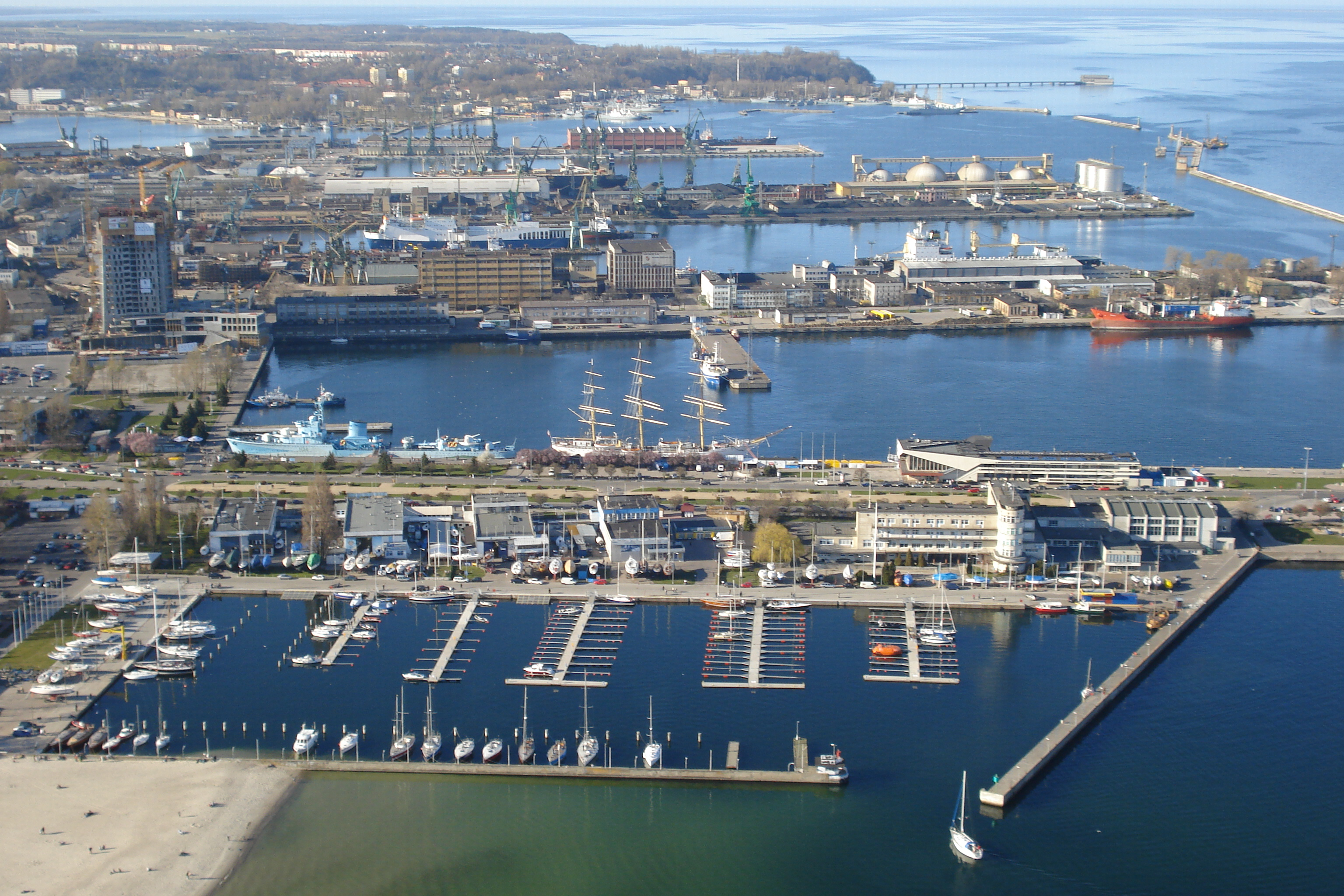
Puerto marítimo de Gdynia
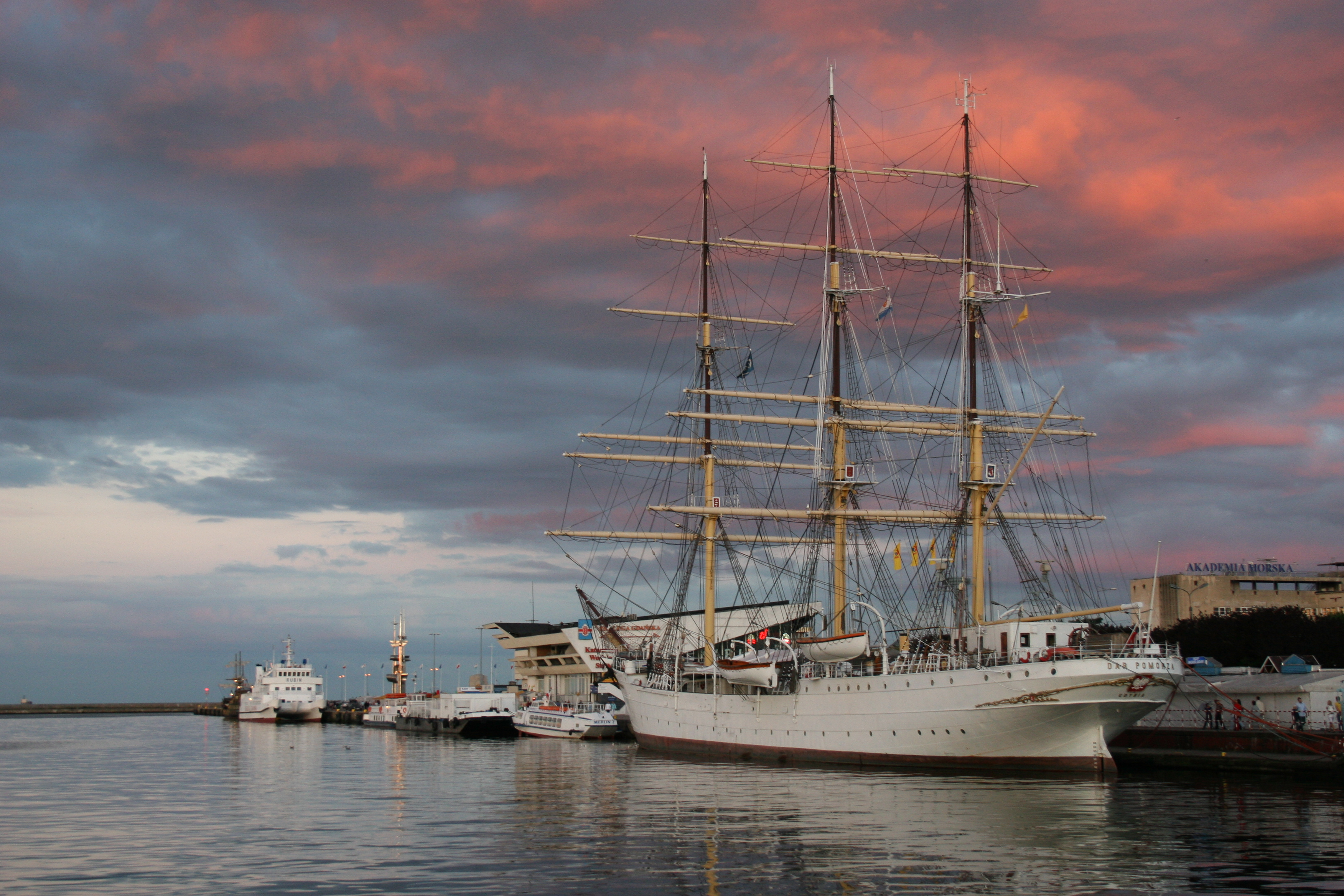
Dar Pomorza
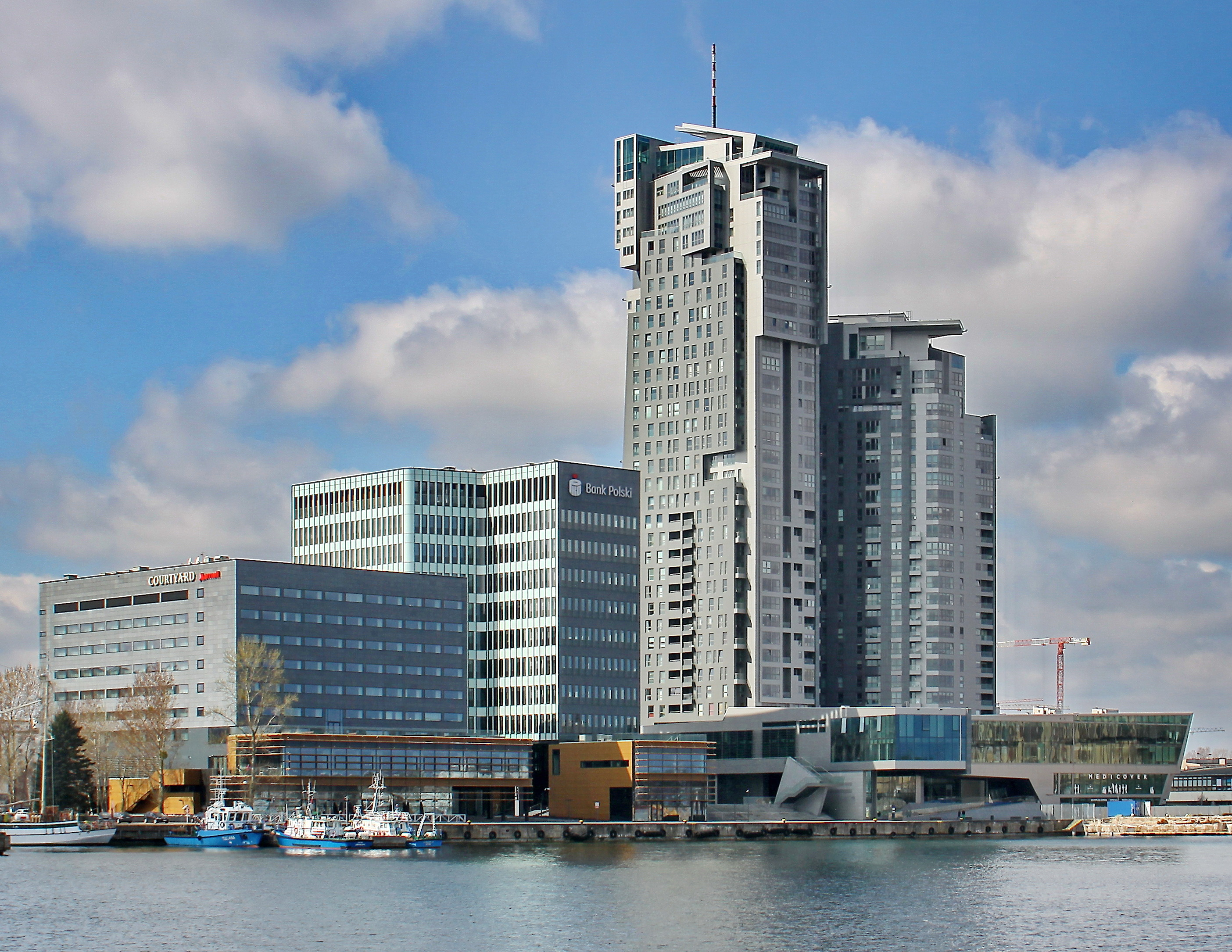
Sea towers
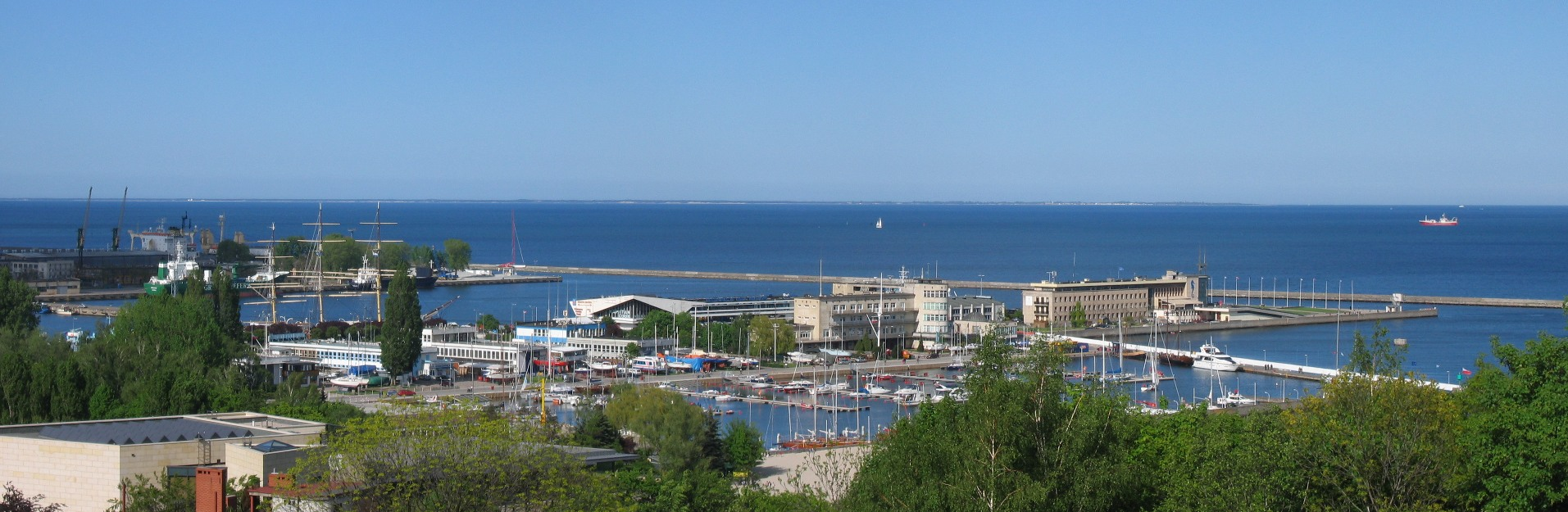
Kamienna Góra

## Ciudades hermanadas
- Aalborg (Dinamarca)
- Brooklyn (Estados Unidos)
- Kaliningrado (Rusia)
- Kiel (Alemania)
- Karlskrona (Suecia)
- Kotka (Finlandia)
- Seattle (Estados Unidos)
- Plymouth (Reino Unido)
- Kristiansand (Noruega)
- Liepāja (Letonia)
- Klaipėda (Lituania)
- Baranovichi (Bielorrusia)